# Diamesopora tubulosa
Diamesopora tubulosa är en mossdjursart som först beskrevs av Hall 1852.  Diamesopora tubulosa ingår i släktet Diamesopora och familjen Fistuliporidae. Inga underarter finns listade i Catalogue of Life.